# 浦崎宏 (俳優)
浦崎 宏（うらさき ひろし、1958年8月1日 - ）は、岐阜県出身の俳優。身長170cm。オフィス松田所属。おもてざき せまし名義でCMディレクターや短編映画の監督も務める。

## 出演

### テレビドラマ
- 火曜サスペンス劇場 松本清張スペシャル・影の地帯（1993年）
- 土曜ワイド劇場
  - 松本清張スペシャル・鉢植を買う女（1993年）
  - 作家 小日向鋭介の推理日記 第1作（1997年） - コンビニの店員
  - 科学捜査研究所・文書鑑定の女 第3作（2006年） - 水木慎太郎
  - 交渉人 遠野麻衣子・最後の事件（2010年）
  - 終着駅の牛尾刑事VS事件記者・冴子 第12作（2012年） - 支店長
  - ヤメ検の女 第4作（2013年） - 裁判長
- ウルトラマンティガ 第14話（1996年） - ハイカー
- 俺は浪花の漫才師（1997年）
- 金曜エンタテイメント 最後の依頼人（1997年）
- せつない〜TOKYO HEART BREAK〜 第4話（1998年）
- 君が教えてくれたこと 第1話（2000年）
- メッセージ〜言葉が裏切っていく〜 第2話（2003年）
- 高原へいらっしゃい 第6話（2003年）
- サラリーマン金太郎 4 第6話（2004年）
- 砂の器 第11話（2004年）
- はみだし刑事情熱系 PART8 第9話（2004年）
- バツ彼 〜second time around〜 第5話（2004年）
- 救命病棟24時 3 第5話（2005年）
- ドラゴン桜 第9・10話（2005年）
- 慶次郎縁側日記 2 第8話（2005年）
- 純情きらり 第35話（2006年）
- 弁護士のくず 第6話（2006年）
- きらきら研修医 第9話（2007年）
- 氷の華（2008年） - 新島
- 血液型別 オンナが結婚する方法♪ 第2話（2009年）
- アタシんちの男子 第5話（2009年） - 市役所職員
- 侍戦隊シンケンジャー 第二十九幕（2009年） - 面接官
- チャレンジド 第1話（2009年）
- 相棒
  - （2010年） - 益田秀雄
  - （2018年） - 詐欺被害者
- ゲゲゲの女房 第19話（2010年） - カメラマン
- 絶対零度〜未解決事件特命捜査〜 第4話（2010年） - 管理人
- MONSTERS 第1話（2012年） - 管理人
- レジデント〜5人の研修医 第3話（2012年） - 担当医
- SPEC〜警視庁公安部公安第五課 未詳事件特別対策係事件簿〜 第5話（2012年） - 浦井広基 役
- ホラーアクシデンタル 第2話（2013年）
- ハンチョウ〜警視庁安積班〜 6 第1・2話（2013年） - 五十嵐修
- ダブルス〜二人の刑事 第1話（2013年） - 記者
- 家族の裏事情 第4話（2013年） - 男性客
- 彼岸島 第10話（2013年） - 松本光三
- 花子とアン 第70話（2014年） - 洋服屋
- 女はそれを許さない 第2話（2014年） - 司会者
- Doctor-X 外科医・大門未知子 3 第9話（2014年） - 官僚